# Empresa de Manutenção de Equipamento Ferroviário
Empresa de Manutenção de Equipamento Ferroviário, S.A. (EMEF), zu deutsch „Unternehmen zur Wartung des Eisenbahnmaterials“, war ein portugiesisches Unternehmen mit Sitz in Lissabon, dessen Aufgabenbereiche hauptsächlich in der Wartung und Modernisierung von Zügen lag. EMEF war eine hundertprozentige Tochterfirma der portugiesischen Staatseisenbahn Comboios de Portugal. Die EMEF galt als eines der größten Unternehmen in der portugiesischen metallverarbeitenden Industrie.

## Geschichte
Im Zuge einer Restrukturierung und für eine bessere Werkstattauslastung beschloss die staatliche Caminhos-de-ferro Portugueses (CP) im Dezember 1992 die eigenen Werkstätten zur Wartung des Zugmaterials in eine eigene, hundertprozentige Tochterfirma auszulagern. Die neu gegründete Empresa de Manutenção de Equipamento Ferroviário nahm die Arbeit im Januar 1993 auf, über einen Dauervertrag mit der Eisenbahngesellschaft CP war die zunächst gleitende Übergabe der Materialwartung für die nächsten Jahre gesichert. Hauptaufgabe war zunächst lediglich die Reparatur des der Fahrzeugmaterials der CP.
Im November 1994 erweiterte das Unternehmen seine Aufgabenbereiche, es übernahm nun auch die übliche Instandhaltung und Wartung der Züge. Damit gingen auch eine Großzahl an kleinen Betriebshöfen an die EMEF. 1998 übernahm die EMEF erstmals die Instandhaltung CP-fremder Züge: Nach Verhandlungen mit dem Betreiber Transdev, ist die EMEF seitdem vollständig für alle Züge der Metro do Porto zuständig. Im März 1999 gründete die EMEF gemeinsam mit den portugiesischen Unternehmen Fernave und Ferbritas die in Lissabon ansässige Firma Fertrem, die sich mit der technischen und wirtschaftlichen Beratung von Eisenbahnverkehrsunternehmen im nationalen und internationalen Bereich beschäftigt.
2005 produzierte die EMEF erstmals auch Güterwaggons. Zwischen April 2005 und 2008 stellte die EMEF für die Eisenbahnen von Bosnien-Herzegowina insgesamt 356 Güterwaggons her (28 Typ Tadns, 28 Typ Habis, 300 Typ EAS-z) und modernisierte 211 weitere, bereits gebrauchte Wagen. Seit 2008 baut die EMEF in Zusammenarbeit mit Siemens insgesamt 22 Lokomotiven des Typs LE4700 für die CP.
2006 übernahm die EMEF für 6,5 Millionen Euro das ehemalige Bombardier- und Sorefamewerk in Amadora in der Nähe von Lissabon, um dort eine technische Basis aufzubauen. Nach einer Übergangszeit wird auch die Servicezentrale der EMEF nach Amadora ziehen.
Die EMEF war portugalweit vertreten und war insgesamt in fünf Regionalbereiche geteilt. 
Der Firmensitz befand sich in Amadora, in Lissabon  die Servicezentrale, andere Werkstattgruppen befinden sich in Barreiro, Entroncamento, Figueira da Foz und Guifões (bei Porto). Zu den größten Kunden der EMEF gehört immer noch die Muttergesellschaft Comboios de Portugal, sie überwies der EMEF 2007 für alle vollbrachten Dienstleistungen 65,49 Millionen Euro.
Ende 2019 verschmolz EMEF auf CP.